# Sam R. Sells

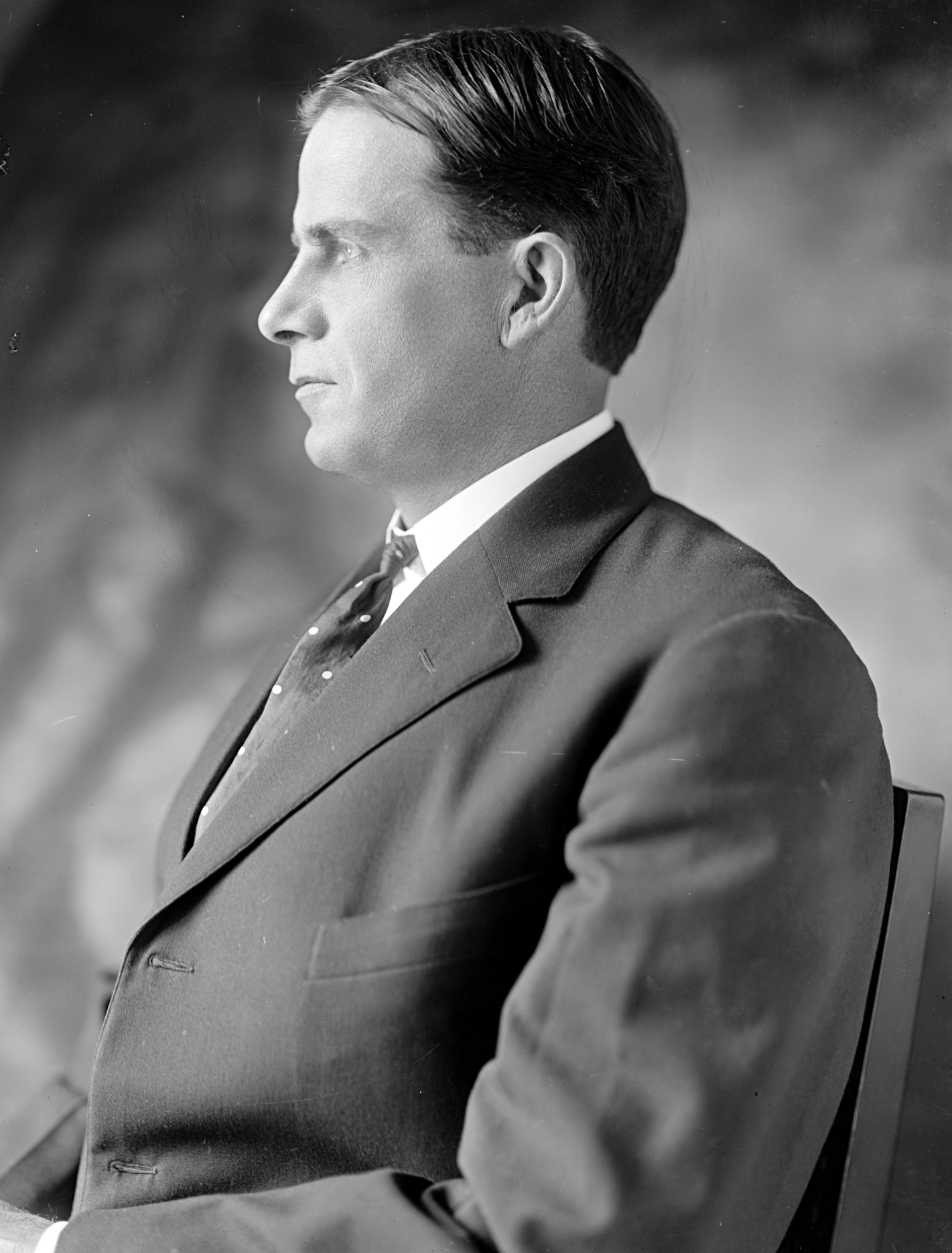
Sam R. Sells

Sam Riley Sells (* 2. August 1871 in Bristol, Sullivan County, Tennessee; † 2. November 1935 in Johnson City, Tennessee) war ein US-amerikanischer Politiker. Zwischen 1911 und 1921 vertrat er den Bundesstaat Tennessee im US-Repräsentantenhaus.

## Werdegang
Sam Sells besuchte die öffentlichen Schulen seiner Heimat und danach zwischen 1885 und 1890 das King College in Bristol. Nach einem anschließenden Jurastudium und seiner Zulassung als Rechtsanwalt begann er in Blountville in seinem neuen Beruf zu  arbeiten. Während des Spanisch-Amerikanischen Krieges von 1898 war Sells Soldat in einer Infanterieeinheit aus Tennessee. Danach wurde er in der Holzbranche tätig.
Politisch schloss sich Sells der Republikanischen Partei an. Zwischen 1909 und 1911 saß er im Senat von Tennessee. Bei den Kongresswahlen des Jahres 1910 wurde er im ersten Wahlbezirk von Tennessee in das US-Repräsentantenhaus in Washington, D.C. gewählt, wo er am 4. März 1911 die Nachfolge von Zachary D. Massey antrat. Nach vier Wiederwahlen konnte er bis zum 3. März 1921 fünf Legislaturperioden im Kongress absolvieren. In diese Zeit fiel der Erste Weltkrieg.  Außerdem wurden damals der 16., der 17., der 18. und der 19. Verfassungszusatz verabschiedet. Von 1919 bis 1921 war Sells Vorsitzender des Pensionsausschusses.
Im Jahr 1920 wurde Sam Sells von seiner Partei nicht mehr zur Wiederwahl nominiert. Nach seinem Ausscheiden aus dem US-Repräsentantenhaus arbeitete er wieder in der Holzindustrie. Außerdem war er an der Herstellung von Schiefersteinen beteiligt. Überdies war Sells auch in verschiedenen anderen Geschäftsbereichen tätig. Er starb am 2. November 1935 in Johnson City.